# Charles S. Dutton
Charles Stanley Dutton (Baltimore, 30 januari 1951) is een Amerikaans acteur en regisseur. Hij werd in 1996 genomineerd voor een Golden Globe voor zijn rol in de televisiefilm The Piano Lesson. Tot de prijzen die hem daadwerkelijk werden toegekend, behoren Emmy Awards in 2000 voor de regie van de miniserie The Corner, in 2002 voor zijn gastrol in The Practice en in 2003 voor die in Without a Trace.

## Levensloop
Dutton werd op zijn zeventiende veroordeeld voor doodslag en was eerder al eens gepakt voor het verboden bezit van een vuurwapen. Zodoende bracht hij meer dan tien jaar van zijn jonge leven door in de gevangenis. Tijdens het uitzitten van zijn straf raakte hij zodanig geïnteresseerd in acteren dat hij hier een opleiding in ging volgen. Na zijn vrijlating studeerde Dutton verder in toneel aan de Towson University in zijn geboortestad en haalde hij hierin een master aan de Yale-universiteit.
Dutton maakte in 1985 zijn film- en acteerdebuut (voor de camera) in Cat's Eye, een verfilming van een boek van Stephen King. Sindsdien speelde hij in meer dan vijftig films, meer dan zeventig inclusief televisiefilms. Daarnaast liet hij zich ook in televisieseries niet onbetuigd. Na een handvol één- à tweemalige gastrolletjes in series als Miami Vice en Cagney & Lacey, kreeg hij in 1991 de hoofdrol in de komedieserie Roc. Hiervan werden 72 afleveringen gemaakt verdeeld over drie seizoenen. Dutton verscheen later nog in bescheidener en kortstondiger rollen in onder meer Without a Trace, The L Word en House.
Dutton maakte in 2004 zijn regiedebuut met Against the Ropes. Na het regisseren van een paar afleveringen van televisieseries en televisiefilms volgde in 2012 zijn tweede bioscoopfilm, The Obama Effect.
Dutton trouwde in 1989 met actrice Debbi Morgan, maar hun huwelijk liep vijf jaar later definitief stuk.

## Filmografie
*Exclusief 20+ televisiefilms
| - Carter High (2015) - The Perfect Guy (2015) - What Lola Wants (2015) - Comeback Dad (2014) - Scooby-Doo! WrestleMania Mystery (2014, stem) - Android Cop (2014) - A Very Larry Christmas (2013) - The Monkey's Paw (2013) - Least Among Saints (2012) - The Obama Effect (2012) - Bad Ass (2012) - LUV (2012) - Legion (2010) - Fame (2009) - The Express (2008) - American Violet (2008) - The Third Nail (2008) - Honeydripper (2007) - The L.A. Riot Spectacular (2005) - Secret Window (2004) - Against the Ropes (2004) - Gothika (2003) - D-Tox (2002) - Random Hearts (1999) - Cookie's Fortune (1999) - Aftershock: Earthquake in New York (1999, televisiefilm) | - Black Dog (1998) - Blind Faith (1998) - Mimic (1997) - Get on the Bus (1996) - A Time to Kill (1996) - Last Dance (1996) - Nick of Time (1995) - Se7en (1995) - Cry, the Beloved Country (1995) - A Low Down Dirty Shame (1994) - Foreign Student (1994) - Surviving the Game (1994) - Rudy (1993) - Menace II Society (1993) - The Distinguished Gentleman (1992) - Alien³ (1992) - Mississippi Masala (1991) - Pretty Hattie's Baby (1991) - Q & A (1990) - An Unremarkable Life (1989) - Jacknife (1989) - Crocodile Dundee II (1988) - Astonished (1988) - No Mercy (1986) - Cat's Eye (1985) |

## Televisieseries
*Exclusief eenmalige gastrollen
- Longmire - Detective Fales (2012-2014, zes afleveringen)
- Zero Hour - Father Mickle (2013, zes afleveringen)
- American Horror Story: Murder House - Detective Granger (2011, twee afleveringen)
- House - Rodney Foreman (2006-2007, twee afleveringen)
- Threshold - J.T. Baylock (2005-2006, dertien afleveringen)
- The L Word - Dr. Benjamin Bradshaw (2005, vier afleveringen)
- Without a Trace - Chet Collins (2002-2003, twee afleveringen)
- Roc - Roc Emerson (1991-1994, 72 afleveringen)

- Bibsys: 7002150
- Biblioteca Nacional de España: XX1260623
- Bibliothèque nationale de France: cb14033816n (data)
- Catàleg d'autoritats de noms i títols de Catalunya: 981058513459306706
- Gemeinsame Normdatei: 140398376
- International Standard Name Identifier: 0000 0001 1440 6341
- Library of Congress Control Number: n88224919
- Nationale Bibliotheek van Tsjechië: xx0158596
- Nationale Bibliotheek van Israël: 987007318127705171
- Nederlandse Thesaurus van Auteursnamen: 268235341
- SNAC: w6tt9914
- Système universitaire de documentation: 059206071
- Virtual International Authority File: 29732577
- WorldCat: E39PBJqfBYK4RYw6JMWwpkrQbd